# Hermann Stöhr
Pour les articles homonymes, voir Stöhr.
Hermann Stöhr (né le 4 janvier 1898 à Stettin, mort le 21 juin 1940 à Berlin-Plötzensee) est un pacifiste et résistant allemand au nazisme.

## Biographie
L'attitude pacifiste de Stöhr est le résultat de ses expériences sur les champs de bataille de la Première Guerre mondiale, pour lesquelles il s'est porté volontaire. Après la fin de la guerre, il étudie l'économie, le droit public et la politique sociale de 1919 à 1922 et obtient son doctorat en sciences politiques de l'université de Rostock en 1922. Il déménage ensuite à Berlin et travaille dans diverses organisations protestantes de paix et sociales autour du pasteur Friedrich Siegmund-Schultze. Il est secrétaire dans la section allemande du Mouvement international de la réconciliation, que Siegmund-Schultze a cofondée et, sous l'égide du Groupe de travail social de Berlin-Est, s'occupe des jeunes chômeurs autour de la gare de Silésie. Pendant ce temps, plusieurs articles et livres paraissent dans lesquels il traite des questions de politique sociale et d'œcuménisme. En 1931, il perd son assistant de recherche à la Mission intérieure parce qu'il prône la réconciliation avec la Pologne. Sans emploi, il retourne dans sa ville natale de Stettin, où il fonde la Maison d'édition œcuménique en 1936.
Les protestations de Stöhr contre le nazisme commencent tôt. Dès 1933, il s'oppose publiquement à l'appel au boycott des magasins juifs et au marquage des églises avec des drapeaux à croix gammée. Il rejoint l'Église confessante.
Lorsqu'il est enrôlé dans la Marine à Kiel au printemps 1939, Stöhr refuse le service militaire et le serment hitlérien pour des raisons de conscience. Il ne se conforme pas à deux arrêtés de rédaction des 2 mars et 22 août 1939. Il est arrêté le 31 août 1939 et condamné dans un premier temps à un an de prison pour désertion. Stöhr fait appel. En raison de son refus de prêter serment, la Reichskriegsgericht le condamne à mort le 16 mars 1940 pour démoralisation des troupes. Reportée de quinze jours, la peine est exécutée par décapitation le 21 juin 1940 dans la prison de Plötzensee.
Lors des funérailles de Stöhr, les responsables de la Gestapo empêchent la tenue d'un sermon ; l'ecclésiastique ne peut réciter qu'à un Notre Père.

## Commémoration
Le 21 janvier 1947, l'Alliance internationale pour la paix commémore la tombe de Stöhr. Dans son discours, Harald Poelchau rend hommage au défunt en tant que personne qui « est morte pour la tâche de construire des ponts et non de les détruire ».
La condamnation à mort de Stöhr fait de nouveau l'objet d'une jurisprudence dans les années 1990. En décembre 1997, elle est annulée par le tribunal régional de Berlin comme l'un des premiers jugements individuels contre les objecteurs de conscience de l'époque du nazisme. Quelques semaines plus tard, à l'occasion du 100e anniversaire d'Hermann Stöhr, une place au nord de la Gare de l'Est de Berlin, non loin de son ancien appartement de la Fruchtstrasse, porte son nom. Il y a aussi un gros rocher sur lequel une plaque commémorative est attachée, commémorant le sort de Stöhr.